# 赵长龙
赵长龙（？—），男，汉族，中华人民共和国政治人物。现任天津市北辰区卫计委主任、区政协副主席，民进天津市委副主委，天津市政协副秘书长（兼）。第十四届全国政协委员。